# Philip Egan
Philip Anthony Egan (ur. 14 listopada 1955 w Altrincham) – brytyjski duchowny katolicki, biskup Portsmouth od 2012.

## Życiorys
Święcenia kapłańskie otrzymał 4 sierpnia 1984 i został inkardynowany do diecezji Shrewsbury. Był m.in. pomocnikiem kapelana uniwersytetu w Cambridge, wykładowcą seminarium w Birmingham oraz wikariuszem generalnym diecezji.
11 lipca 2012 papież Benedykt XVI mianował go ordynariuszem diecezji Portsmouth. Sakry biskupiej udzielił mu 24 września 2012 jego poprzednik - bp Crispian Hollis.